# Liste des municipalités de l'État de Rio de Janeiro
L'État de Rio de Janeiro, au Brésil compte 92 municipalités (municípios en portugais).

## Municipalités

### A/M
- Angra dos Reis
- Aperibé
- Araruama
- Areal
- Armação dos Búzios
- Arraial do Cabo

- Barra do Piraí
- Barra Mansa
- Belford Roxo
- Bom Jardim
- Bom Jesus do Itabapoana

- Cabo Frio
- Cachoeiras de Macacu
- Cambuci
- Carapebus
- Comendador Levy Gasparian
- Campos dos Goytacazes
- Cantagalo
- Cardoso Moreira
- Carmo
- Casimiro de Abreu
- Conceição de Macabu
- Cordeiro

- Duas Barras
- Duque de Caxias

- Engenheiro Paulo de Frontin

- Guapimirim

- Iguaba Grande
- Itaboraí
- Itaguaí
- Italva
- Itaocara
- Itaperuna
- Itatiaia

- Japeri

- Laje do Muriaé

- Macaé
- Macuco
- Magé
- Mangaratiba
- Maricá
- Mendes
- Mesquita
- Miguel Pereira
- Miracema

### N/V
- Natividade
- Nilópolis
- Niterói
- Nova Friburgo
- Nova Iguaçu

- Paracambi
- Paraíba do Sul
- Paraty
- Paty do Alferes
- Petrópolis
- Pinheiral
- Piraí
- Porciúncula
- Porto Real

- Quatis
- Queimados
- Quissamã

- Resende
- Rio Bonito
- Rio Claro
- Rio das Flores
- Rio das Ostras
- Rio de Janeiro (capitale de l'État de Rio de Janeiro)

- Santa Maria Madalena
- Santo Antônio de Pádua
- São Francisco de Itabapoana
- São Fidélis
- São Gonçalo
- São João da Barra
- São João de Meriti
- São José de Ubá
- São José do Vale do Rio Preto
- São Pedro da Aldeia
- São Sebastião do Alto
- Sapucaia
- Saquarema
- Seropédica
- Silva Jardim
- Sumidouro

- Tanguá
- Teresópolis
- Trajano de Morais
- Três Rios

- Valença
- Varre-Sai
- Vassouras
- Volta Redonda

## Sources
- Infos supplémentaires (cartes simple et en PDF, et informations sur l'État).
- Infos sur les municipalités du Brésil
- Liste alphabétique des municipalités du Brésil avec l'estimation de la population en 2009